# Prawem kaduka
Prawem kaduka – powieść napisana przez polskiego pisarza Ryszarda Jegorowa w 1979 roku. 
Książka jest pierwszą z trzech części trylogii o tym samym tytule. Akcja powieści dzieje się w XVII-wiecznej Polsce za czasów panowania Zygmunta III Wazy. Oprócz ciekawej akcji powieści przedstawione są również sprawy publiczne i polityczne społeczeństwa, a także wątki miłosne wśród bohaterów książki, ale także na dworze królewskim.